# Asset Issekeshev
Asset Issekeshev (en kazajo: Әсет Өрентайұлы Исекешев, en ruso: Асет Орентаевич Исекешев, Karagandá, RSS de Kazajistán, 17 de agosto de 1971) Akim (alcalde) de la ciudad de Astaná desde el 21 de junio de 2016  hasta el 10 de septiembre de 2018.

## Primeros años y educación
Nació en la ciudad de Karaganda en la RSS de Kazajistán. En 1989 se graduó de la Escuela Vocacional Especial n.º 5 en la ciudad de Uralsk, especialidad «colector de cerrajería».
En Almaty, ingresó a la facultad de derecho de KazSU con el nombre de Al-Farabi, quien se graduó en 1994 en la especialidad «Ciencia del derecho». En 1998 se graduó en la Escuela Superior de Administración Pública, dependiente del Presidente de RK.

## Biografía
En 1989 fue instalador en el equipo de radio de la planta de Ural «Omega».
En 1995-1997 trabajó como pasante, asistente y asistente principal del fiscal del distrito de Medeu.
En 1998-1999 trabajó como especialista principal de la Agencia de Planificación Estratégica y Reformas de la RK.
En 1999-2000 trabajó como director del departamento de registro y control de los actos jurídicos normativos de los órganos centrales y locales del Ministerio de Justicia de la RK.
De 2000 a 2001 fue presidente del Servicio Jurídico Nacional de CJSC.
De 2001 a 2002 fue vicepresidente primero de Sunkar APK LLP, presidente de National Consulting Group LLP, vicepresidente de desarrollo corporativo y asuntos legales, primer vicepresidente de Ordabasy Corporation.
Desde noviembre de 2002 - asesor del ministro de Economía y Planificación Presupuestaria de Kazajistán Kairat Kelimbetov.
Desde junio de 2003 - Viceministro de Industria y Comercio de la RK.
Desde mayo de 2006 - Vicepresidente del Consejo de JSC "Fondo para el Desarrollo Sostenible" Kazyna ".
De 2007 a 2008 - Director de Marketing Financial Projects LLP «Credit Swiss (Kazakhstan)».
Desde febrero de 2008 - Asistente del Presidente de la República de Kazajistán [3].
Desde mayo de 2009 - Ministro de Industria y Comercio de la República de Kazajistán [4].
Desde el 12 de marzo de 2010 - Vice primer ministro de la República de Kazajistán - Ministro de Industria y Nuevas Tecnologías de la República de Kazajistán en el gobierno de Karim Masimov.
De enero a septiembre de 2012 - Ministro de Industria y Nuevas Tecnologías de la República de Kazajistán.
Desde septiembre de 2012 - Vice primer ministro - Ministro de Industria y Nuevas Tecnologías de la República de Kazajistán.
Del 6 de agosto de 2014 al 21 de junio de 2016. Ministro de Inversiones y Desarrollo de la República de Kazajistán. Al mismo tiempo, desde febrero de 2015, el ombudsman de inversión.
21 de junio de 2016 hasta el 10 de septiembre de 2018 nombrado Akim de la ciudad de Astaná.

## Actividades en el puesto Akim
El 14 de noviembre de 2016, el primer ministro de la RK, Bakytzhan Sagintayev, informó a Isekeshev sobre la mala limpieza de las carreteras debido a la nieve y la congestión en las carreteras. 21 de noviembre de 2016 Isekeshev en su página de Facebook sugirió a los residentes de la capital limpiar las calles de nieve, pero luego editó la entrada, especificando que los servicios de la ciudad limpiarán las calles, las aceras, etc.

## Vida personal
Esposa: Isekeshev Lyazzat Erbolovna, hijo - Alikhan (nacido en 2004), hija - Kamil (nacida en 2010). Hermano: Yerlan Orsenevich Isekeshev (nacido el 1 de junio de 1968).